# Nisídes Módia
Nisídes Módia är öar i Grekland.   De ligger i prefekturen Nomós Kefallinías och regionen Joniska öarna, i den centrala delen av landet, 240 km väster om huvudstaden Aten. Arean är 0,26 kvadratkilometer.
Terrängen på Nisídes Módia är lite kuperad. Öns högsta punkt är 57 meter över havet. Den sträcker sig 0,8 kilometer i nord-sydlig riktning, och 0,7 kilometer i öst-västlig riktning.